# Harsiese II.
Harsiese II. (auch Harsiese B) war Hohepriester des Amun. Seine Tätigkeit ist durch Berichte aus den letzten Jahren von Osorkon II. belegt. Dem entspricht seine Nennung im sechsten Regierungsjahr des Scheschonq III. (836/833 v. Chr.) sowie seine weitere Amtierung im 18. und 19. Regierungsjahr des Petubastis I., die mit dem 25. und 26. Regierungsjahr von Scheschonq III. (817/814 bis 816/813 v. Chr.) gleichzusetzen sind.
Petubastis I. ernennt kurze Zeit später Takelot E als seinen Nachfolger, der noch im sechsten Regierungsjahr des Scheschonq IV. amtiert. Jürgen von Beckerath sieht daher Scheschonq IV. als möglichen Nachfolger von Petubastis I.
Harsiese II. stand im Konflikt mit dem Hohepriester Osorkon III., dem Sohn des Takelot II.